# Récepteur 5-HT1A
 (mars 2023).
La mise en forme du texte ne suit pas les recommandations de Wikipédia : il faut le « wikifier ».
Les points d'amélioration suivants sont les cas les plus fréquents. Le détail des points à revoir est peut-être précisé sur la page de discussion.
- Les titres sont pré-formatés par le logiciel. Ils ne sont ni en capitales, ni en gras.
- Le texte ne doit pas être écrit en capitales (les noms de famille non plus), ni en gras, ni en italique, ni en « petit »…
- Le gras n'est utilisé que pour surligner le titre de l'article dans l'introduction, une seule fois.
- L'italique est rarement utilisé : mots en langue étrangère, titres d'œuvres, noms de bateaux, etc.
- Les citations ne sont pas en italique mais en corps de texte normal. Elles sont entourées par des guillemets français : « et ».
- Les listes à puces sont à éviter, des paragraphes rédigés étant largement préférés. Les tableaux sont à réserver à la présentation de données structurées (résultats, etc.).
- Les appels de note de bas de page (petits chiffres en exposant, introduits par l'outil «  Source ») sont à placer entre la fin de phrase et le point final[comme ça].
- Les liens internes (vers d'autres articles de Wikipédia) sont à choisir avec parcimonie. Créez des liens vers des articles approfondissant le sujet. Les termes génériques sans rapport avec le sujet sont à éviter, ainsi que les répétitions de liens vers un même terme.
- Les liens externes sont à placer uniquement dans une section « Liens externes », à la fin de l'article. Ces liens sont à choisir avec parcimonie suivant les règles définies. Si un lien sert de source à l'article, son insertion dans le texte est à faire par les notes de bas de page.
- La présentation des références doit suivre les conventions bibliographiques. Il est recommandé d'utiliser les modèles {{Ouvrage}}, {{Chapitre}}, {{Article}}, {{Lien web}} et/ou {{Bibliographie}}. Le mode d'édition visuel peut mettre en forme automatiquement les références.
- Insérer une infobox (cadre d'informations à droite) n'est pas obligatoire pour parachever la mise en page.

Pour une aide détaillée, merci de consulter Aide:Wikification.
Si vous pensez que ces points ont été résolus, vous pouvez retirer ce bandeau et améliorer la mise en forme d'un autre article.
Le récepteur de la sérotonine 1A (récepteur 5-HT1A) est un type de récepteur de la sérotonine, exprimé dans le cerveau et la rate.

## Distribution
Il est le plus répandu des récepteurs sérotoninergiques. Dans le système nerveux central, les récepteurs 5-HT1A existent dans le cortex cérébral, l'hippocampe, le septum, l'amygdale et le noyau du raphé en fortes densités, et en  faibles quantités dans les ganglions de la base et le thalamus,,. Les récepteurs 5-HT1A du noyau du raphé sont en grande part des autorécepteurs somato-dendritiques, tandis que ceux de l'hippocampe sont des récepteurs post-synaptiques.

## Fonction

### Neuromodulation
Les agonistes des récepteurs 5-HT1A diminuent la tension artérielle et le rythme cardiaque, constrictent la pupille chez les humains,, et montrent une efficacité dans le soulagement de l'anxiété et de la dépression.
L'activation des récepteurs 5-HT1A augmente la libération de dopamine dans le cortex préfrontal médian, le striatum et l'hippocampe, et améliore les symptômes de la schizophrénie et de la maladie de Parkinson. Son activation altère aussi certains aspects de la mémoire et de l'apprentissage en inhibant la libération de glutamate et d'acétylcholine.
Autres effets :
- Diminution de l'agressivité[16],[17] et de l'impulsivité[18]
- Augmentation de la sociabilité[19]
- Facilitation de la libido et de l'excitation[20],[21]
- Inhibition de l'érection pénienne[22],[23]
- Diminution de l'apport alimentaire[24]
- Allongement de la latence du sommeil paradoxal[25],[26]

### Endocrinologie
L'activation des récepteurs 5-HT1A induit la sécrétion de diverses hormones, notamment le cortisol, la corticostérone, l'hormone adrénocorticotrope (ACTH), l'ocytocine, la prolactine, l'hormone de croissance et la β-endorphine,,,.

#### Agonistes
buspirone, aripiprazole